# Reconstructie (taalwetenschap)
Reconstructie of taalreconstructie wordt binnen de historische taalkunde het reconstrueren van een bepaalde taal of taalvariëteit die niet meer als een levende taal wordt gesproken - en waarover dus niet alles of zelfs helemaal niets bekend is - bedoeld. Onbekend taalmateriaal wordt gereconstrueerd uit bekend taalmateriaal, woorden die niet opgetekend zijn, worden geconstrueerd uit woorden die dat wel zijn. Reconstructie is een hulpmiddel van de taalwetenschap, in het bijzonder van de historisch-vergelijkende taalwetenschap.

## Achtergrond
Het gaat in dit verband veelal om zogeheten prototalen die op basis van allerlei specifieke kenmerken van een of meer van hun dochtertalen worden gereconstrueerd. Het Proto-Indo-Europees - de veronderstelde prototaal van alle Indo-Europese talen - is een voorbeeld van een taal die op deze manier gedeeltelijk is gereconstrueerd. Een andere vorm van taalreconstructie is interne reconstructie. Hierbij worden de eerdere vormen (stadia) van een en dezelfde taal gereconstrueerd aan de hand van de huidige vorm van deze taal. 
Gereconstrueerde woorden worden over het algemeen met een sterretje (*) gekenmerkt: bijvoorbeeld *owis. Gereconstrueerde talen beginnen vaak met de lettergreep Oer- of Proto-. Bijvoorbeeld is het Oergermaans de niet opgetekende maar gereconstrueerde voorloper van de Germaanse talen zoals Oudhoogduits, Oudengels of Oudnoords.

## Vergelijkende methode
De vergelijkende methode speelt vooral in dit verband een zeer belangrijke rol. Voor een reconstructie zijn er vergelijkingen (correspondentieregels) nodig. Dit zal verduidelijkt worden door het volgende voorbeeld.

### Vergelijking 1
In het voorbeeld de eerste vergelijking bestaat het taalmateriaal uit de volgende drie woorden:
- Sanskriet ásti
- Oudgrieks estí
- Latijn est

Deze woorden hebben de betekenis (hij, zij, het) is.
De betekenissen van deze drie woorden zijn identiek en de vormen (de klank) lijken sterk op elkaar. Daaruit wordt de conclusie getrokken dat die woorden verwant zijn en dat de gelijkenis niet toevallig is. Daaruit volgt de conclusie dat in ieder geval hier de Sanskriet-a overeenkomt met de Oudgriekse en Latijnse e.

### Vergelijking 2
In het voorbeeld bestaat het taalmateriaal uit de volgende woorden:
- Sanskriet ájā-mi
- Oudgrieks ágō
- Latijn agō

Deze woorden hebben de betekenis ik drijf. Hier komt de Sanskriet-a overeen met de Oudgriekse en Latijnse a.

### Vergelijking 3
In het voorbeeld bestaat het taalmateriaal uit de volgende woorden:
- Sanskriet aṣ̣ṭ̣ám (astám met een retroflexe st, zie ook Devanagari)
- Oudgrieks októ
- Latijn octo

Deze woorden hebben de betekenis acht (8). Hier komt de Sanskriet-a overeen met de Oudgriekse en Latijnse o.

### Samenvatting
Uit deze drie vergelijkingen volgt de conclusie dat de Sanskriet-a overeenkomen kan met de Oudgriekse en Latijnse a, e en o.

## Taalverwantschap
In gevallen van verderreikende taalreconstructies die tot doel hebben dieper gelegen taalverwantschappen dan de reeds bekende taalfamilies - zoals het hypothetische Nostratisch en op een nog hoger niveau het Proto-World - te onthullen, worden veel meer verschillende talen met elkaar vergeleken, waardoor de uiteindelijke reconstructie van de veronderstelde prototaal veel speculatiever van aard is.

## Betrouwbaarheid
Over het algemeen wordt aangenomen dat taalreconstructie geen betrouwbare resultaten meer oplevert wanneer men meer dan 10.000 jaar terug in de tijd probeert te gaan. Om die reden is bijv. het idee van monogenese niet wetenschappelijk te bewijzen.

## Reconstructie
In dit voorbeeld zal worden getoond hoe men met behulp van vergelijkingen (correspondentieregels) een woord uit de Indo-Europese oertaal kan reconstrueren.
Het taalmateriaal is in dit geval:
- Sanskriet ávis
- Oudgrieks óis
- Latijn ovis

Deze woorden hebben de betekenis schaap. Uit de drie eerdere vergelijkingen kan de conclusie getrokken worden dat de a in ávis overeen kan komen met meer dan één klinker, maar ook met een Oudgriekse en Latijnse o. Uit andere bronnen is bekend dat er in het voorklassieke Oudgrieks en in sommige Oudgriekse dialecten een w-klank bestond die in het klassieke Oudgrieks tussen klinkers is verdwenen. Deze klank werd Ϝ gespeld en Digamma genoemd (zie ook Grieks alfabet). Hieruit volgt de aanname dat er een voorklassieke Oudgriekse vorm óFis is geweest. Uit deze drie vergelijkingen en soortgelijke andere vergelijkingen kan dus een Indo-Europese vorm *owis gereconstrueerd worden. In het klassieke Oudgrieks zou de w-klank dan zijn verdwenen en in het Sanskriet zou de o dan een a zijn geworden en dan niet alleen hier maar ook in andere gevallen.